# Media Go
Media Go 是一个由 开发的視訊及音訊播放器。Sony已于2017年12月停止对Media Go的后续维护，并删除了官网上的下载链接，现在访问Media Go官网会被提示使用新的Sony Music Center for PC。

## 功能
- 能够在Sony设备和计算机之间传输音乐、照片、影片和其他媒体，还可以监视设备的空间使用情况、配置同步以及选择备份选项。
- 导入和编辑照片，并可以将照片直接上传到Facebook。
- 快速查找、标记和排序内容。
- 创建新的音乐或影片播放列表。
- 在计算机上将照片分门别类整理到不同相册，然后欣赏全屏幻灯片。
- 监视特定文件夹（包括 iTunes®音乐文件夹）中是否有新媒体，并相应自动添加到Media Go媒体库。
- 利用SensMe™技术根据基调和节拍自动生成播放列表。
- 根据高级搜索条件创建自定义视图。

## 版本历史
- 版本 1.0，2009春季发布。

- 版本 1.1，2009年6月2日发布。

- 版本 1.1a，2009年7月29日发布。

- 版本 1.2，2009年10月1日发布，新增支持PSP Go。

- 版本 1.3，2009年1月18日发布。

- 版本 1.4，2010年4月22日发布。

- 版本 1.5，2010年6月28日发布，新增支持索尼爱立信的一些新设备：Xperia™ X10 mini ("E10i")、Xperia™ X10 mini Pro("U20i")以及Zylo[2]。

- 版本 1.5a，2010年8月25日发布。

- 版本 1.6，2010年11月23日发布。
  - 新增支持索尼爱立信的新设备：Xperia™ X8、Xperia™ X10、Xperia™ (SO-01B)、Xperia™ X10 mini和Xperia™ X10 mini pro。
  - 支持从桌面、Internet Explorer以及iTunes直接拖拽至设备及媒体库。
  - 支持裁切照片、调整照片颜色并修复照片中的红眼，然后将其导出，并通过电子邮件或网络实现共享。
  - 更好的设备交互效果，包括在各种连接模式间保持设备首选项，以及让下载和安装PSP™系统更新变得更轻松。
  - 如果播放处于停止状态或Media Go已关闭，则从上次的播放位置继续播放视频和播客。
  - 自动从Gracenote®MusicID®检索专辑和艺术家的信息以及图片。
  - 视觉效果得到增强，可以更轻松地导航、传输媒体和订阅Podcast，同时性能也得到提高，可以更快速地做出响应。
  - 创建自定义的媒体搜索，并将它们以视图形式保存在媒体库中。这些视图可用于改进媒体组织、播放，或将媒体传输至便携设备。

- 版本 1.7，2011年4月12日发布。
  - 增加了对索尼爱立信新设备的支持：Xperia™ arc、Xperia™ Play 和 Xperia™ Neo。
  - 改进了对只播放音频的设备的支持。
  - 为实现更好性能和更快响应的常规改进。[3]

- 版本 1.8，2011年8月2日发布。
  - 增加了对索尼爱立信设备的支持：Xperia™ arc (SO-01C)、Xperia™ arc (LT15)、Xperia™ acro (SO-02C)、Xperia™ acro (IS11S)、Xperia™ mini (ST15)、Xperia™ mini pro (SK17)、Xperia™ pro (MK16)、Xperia™ ray (ST18)、Xperia™ PLAY (R800)、Xperia™ neo (MT15)。
  - 从商店获取的视频能够传送到手机上。在电脑上购买并下载的视频内容能在手机上播放。
  - 新增对索尼爱立信Xperia™手机的Qriocity视频支持。在Qriocity上购买视频后，能通过Media Go备份到电脑硬盘上。
  - 新增对Walkman™ A、S和E系列设备的通用支持。
  - 强化了对音频专用设备的支持。
  - 为实现更好性能和更快响应的常规改进。[4]

- 版本 2.0，2011年10月11日发布。
  - 增加对Sony Tablet™的支持。
  - 更新、易用的界面。
  - 改进的同步和备份选项。
  - 交互式幻灯片功能，可选择伴奏音乐。
  - 增加对以下索尼爱立信设备的支持：Xperia™ active（WT17a）、Xperia™ active（WT17i）、Live with Walkman™（WT19a）、Live with Walkman™（WT19i）、Xperia™ PLAY（R800AT）、Xperia™ PLAY（S0-01D）、Mix Walkman™（WT13i）、Xperia™ ray（SO-03C）。
  - 可以对通过手机的Qriocity Video Unlimited应用程序购买的视频进行备份。

- 版本 2.1，2012年4月3日发布。
  - 通过Facebook和YouTube™分享照片和家庭视频。
  - 使用重新设计的播客目录来查找和订阅新的播客。
  - 新增对设备的支持：Sony Ericsson Xperia™ neo V、Xperia™ arc S、Xperia™ NX、Xperia™ acro HD、Sony Xperia™ sola、Xperia™ S、Xperia™ ion、Xperia™ U、Xperia™ P、Sony Smart Wireless Headset pro和WALKMAN Z Series Mobile Entertainment Player。

- 版本 2.2，2012年8月1日发布。
  - 更为直观易用的界面改进。
  - 剪裁和合并音频文件。
  - 可以向音频文件添加替代排序信息。
  - 新增对全新Sony Xperia™智能手机的支持：tipo、tipo dual、miro、neo L、advance、go、GX、SX。

- 版本 2.3，2012年10月27日发布。
  - 新增支持Windows 8。
  - 新增对mora（Walkman官方音乐商店）的支持。可以在mora上检索、下载MV和音乐（仅日本版）[5]。
  - 能够在歌词pita上面下载歌词并传送到支持的Walkman上（仅日本版）[5]。
  - 新增加对Xperia™ Acro S、AX、GX、J、SL、SX、T、TL、TX、V和VL手机的支持，新增对Walkman F和S系列的支持，新增对Xperia™ tablet S平板的支持。

- 版本 2.4，2013年3月27日发布[6]。
  - 新增视频字幕功能（仅限美国）。
  - 新增对Xperia™ E、Xperia™ E dual、Xperia™ Z、Xperia™ VC、和Xperia™ ZL的支持。新增对新上市的Walkman W系列播放器的支持，新增对新的Xperia™ tablet Z平板的支持。

- 版本 2.5，2013年7月29日发布[7]。
  - 新增增加以及显示音乐歌词的功能。
  - 新增编辑家庭视频和高解析度音频功能。
  - 新增转换音视频内容格式和码率功能。
  - 新增对Xperia™ C、Xperia™ M、Xperia™ Z Ultra和Xperia™ feat. HATSUNE MIKU以及对Walkman E系列新机型的支持。

- 版本 2.6，2013年11月25日发布[8]。
  - 新增对高解析度音频：未压缩FLAC和DSD 5.6 MHz格式的支持。
  - 改善视频隐藏字幕回放功能（仅美国可用）。
  - 更轻松的操作全景照片。
  - 新增对Xperia™ M Dual和Xperia™ Z1的支持。新增对Walkman E、F、M、S、W、W和ZX系列的支持。新增对新的Sony PHA-2 portable headphone amplifier和UDA-1 USB DAC amplifier的支持。

- 版本 2.7，2014年3月19日发布[9]。这是支持Windows XP的最后一个版本[10]。
  - 新增无线播放功能，可播放网络内共享自Media Go媒体库的项目，更新内置商店功能，新增Sony Entertainment Network浏览和购买功能，新增GIF管理功能，新增对Xperia™ E1、Xperia™ E1 Dual、Xperia™ M2、Xperia™ M2 Dual、Xperia™ T2 Ultra、Xperia™ T2 Ultra Dual、Xperia™ Z1 Compact、Xperia™ Z1S和 Xperia™ Z2，新Sony Xperia™ Z2 Tablet平板，Walkman ZX系列新型号，全新Sony高分辨率音频产品：SRS-X7和SRS-X9无线扬声器、CMT-X7CD无线多合一音频系统、MAP-S1放大器、BDV-N5200W/BDV-N7200W/BDV-N7200WL/BDV-N9200W/BDV-N9200WL Blu-ray Disc™家庭影院系统，以及STR-DN850和STR-DN1050接收器的支持。
  - 支持向NW-ZX1和NW-F880传送DSD文件[9]。
  - 支持DLNA媒体共享功能[9]。
- 版本 2.7a，2014年6月5日发布[11]。
  - 修正从歌词pita上获取歌词存在的问题。
  - 新增对Xperia™ T2 Ultra、Xperia™ Z1、Xperia™ Z2和Xperia™ Z2 Tablet平板的支持。
- 版本 2.8，2014年10月1日发布。
  - 支持导入和播放声音照片。
  - 通过Sony ASIO设备从Media Go媒体库播放bit-perfect音频。
  - 增加对智能手机的支持：Xperia™ C3、Xperia™ C3 Dual、Xperia™ E3、Xperia™ M2 Aqua、Xperia™ T3、Xperia™ Z3、Xperia™ Z3 Compact和Xperia™ Z3 Dual。增加对全新Sony Xperia™ Z3 Tablet Compact平板的支持。增加对Walkman M系列型号和Sony PHA-3随身耳放的支持。
- 版本 2.9，2015年5月5日发布。
  - 能够使用Throw功能，在网络设备上播放媒体文件。
  - 增加对智能手机的支持：Xperia™ E4、Xperia™ E4 Dual、Xperia™ E4g、Xperia™ E4g Dual、Xperia™ J1 Compact、Xperia™ M4 Aqua和Xperia™ M4 Aqua Dual。增加对全新Sony Xperia™ Z4 Tablet平板的支持。新增对全新Walkman® ZX2的支持。
- 版本 2.9a，2015年6月10日发布。
  - 缺陷修复和改进。
  - 新增对全新Sony高解析度音频设备SRS-X77、SRS-X88和SRS-X99扬声器的支持。
- 版本 3.0，2015年10月15日发布。从这一版本起支持Windows 10[12]。
  - 扩展Throw功能。
  - 探索“播客目录”中“热门播客”区域下的新内容。
  - 新增对智能手机的支持：Xperia™ C5 Ultra、Xperia™ C5 Ultra Dual、Xperia™ M5、Xperia™ M5 Dual、Xperia™ Z5、Xperia™ Z5 Compact、Xperia™ Z5 Dual、Xperia™ Z5 Premium、Xperia™ Z5 Premium Dual。支持全新Walkman®A系列和ZX系列型号。支持全新 Sony 高分辨率音频产品：Sony HT-RT5条形音箱、Sony CAS-1音频系统和Sony PHA-1A 便携式耳机放大器。
- 版本 3.0a，2015年12月4日发布。
  - 修正将ATRAC文件传送至Walkman设备时元数据不能正常表示的问题。
- 版本 3.1，2016年9月9日发布。
  - 支持更多高分辨率音频格式。
  - 支持高DPI显示。
  - 性能、安全性和可用性增强。
- 版本 3.2，2016年10月26日发布。
  - 能够在设备上和媒体库中组织语言学习内容。
  - 缺陷修复和改进。
  - 增加对全新Walkman NW-A30系列型号、全新签名系列Walkman NW-WM1Z和NW-WM1A型号的支持。

Sony于2017年3月16日宣布Media Go停止对Windows Vista的支持。
Sony于2017年10月10日宣布将停止对Media Go的后续更新与维护。